# 石川直樹 (写真家)
石川 直樹（いしかわ なおき、1977年6月30日 - ）は、日本の写真家、登山家。東京都渋谷区出身。祖父は芥川賞作家の石川淳。
23歳で七大陸最高峰を当時の最年少記録で制覇した。2024年には日本人としては竹内洋岳に次いで2番目となる8000メートル峰全14座登頂を達成した。

## 来歴

### 生い立ち
渋谷区初台で生まれ育つ。幼稚園から高校までの14年間を暁星学園で過ごす。中学2年で「青春18きっぷ」を使い、野宿しながら坂本龍馬を生んだ高知県に初めての長い一人旅をした。高校2年の時には沢木耕太郎の『深夜特急』に刺激を受け、学校には内緒で1ヶ月に渡ってインドとネパールへ旅をした。浪人生活を経て2001年9月、早稲田大学第二文学部歴史・民俗系専修卒業。学士（文学）の学位取得。2005年、東京芸術大学大学院美術研究科修士課程修了。修士（美術）の学位取得。2008年3月、東京芸術大学大学院美術研究科博士後期課程修了。博士（美術）の学位取得。23歳のときに七大陸最高峰登頂の最年少記録（当時）を打ち立てて話題となった。

### 写真家として
人類学、民俗学などの領域に関心をもち、辺境から都市まであらゆる場所を旅しながら、行為の経験としての移動、旅などをテーマに、作品を発表し続けている。2008〜2015年、多摩美術大学芸術人類学研究所特別研究員。2009年、立教大学社会学部非常勤講師。2010〜2012年、朝日新聞書評委員。2018年〜日本大学芸術学部写真学科非常勤講師。2021年〜大阪芸術大学写真学科客員教授。
主な個展に『JAPONÉSIA』ジャパンハウスサンパウロ、オスカーニーマイヤー美術館（ブラジル/2020-2021）。『この星の光の地図を写す』水戸芸術館、新潟市美術館、市原湖畔美術館、高知県立美術館、北九州市立美術館、東京オペラシティアートギャラリー（2016-2019）。『K2』CHANEL NEXUS HALL（東京/2015）、『ARCHIPELAGO』沖縄県立美術館（沖縄/2010）など。作品は、東京都現代美術館、東京都写真美術館、横浜美術館、沖縄県立美術館等に収蔵されている。最新刊に『STREETS ARE MINE』（大和書房）、『MOMENTUM』（青土社）など。

## 略歴
- 1977年6月30日 - 東京都渋谷区生まれ[1]。
- 1998年5月 - デナリ（旧称マッキンリー）(6,194m/アメリカ)登頂。
- 1999年7月 - エルブルス(5,642m/ロシア)単独登頂。
- 1999年8月 - キリマンジャロ(5,895m/タンザニア)単独登頂。
- 2000年 - カナダの冒険家マーティン・ウィリアムスが企画したプロジェクト「Pole to Pole2000」で日本の代表に選出され参加。世界7カ国の若者と共に、4月5日から12月31日まで、9ヶ月間かけて北極点から南極点をスキー、自転車、カヤック、徒歩などの人力で踏破。遠征の詳細は『この地球を受け継ぐ者へ』（2015/筑摩書房）所収。
- 2001年1月4日 - ヴィンソン・マシフ(4,897m/南極)登頂。「Pole to Pole 2000」終了後、一人南極に残っての挑戦。
- 2001年1月25日 - アコンカグア(6,960m/アルゼンチン)単独登頂。
- 2001年3月 - コジオスコ(2,230m/オーストラリア)登頂。
- 2001年5月23日 - エベレスト[北稜](8,848m/チベット)に登頂。野口健(25歳265日)が持っていた七大陸最高峰登頂世界最年少記録を更新(23歳327日)。(翌2002年に山田淳(23歳9日)によって更新された)[10]。
- 2001年9月 - 早稲田大学第二文学部卒業。
- 2004年 - 神田道夫に同行して熱気球による太平洋横断を試みるも、日本から1600キロ離れた地点で飛行を断念、着水。遠征の詳細は『最後の冒険家』(2008/集英社)所収。[11]。
- 2005年9月28日 -  アルゼンチン共和国カラファテ近郊で交通事故を起こし負傷。同乗者が死亡[12]。
- 2005年 - 東京芸術大学大学院美術研究科修士課程（先端芸術表現専攻）修了。
- 2008年3月 - 東京芸術大学大学院美術研究科博士後期課程修了。博士論文「環太平洋における群島文化論 : 東南アジア島嶼部・ベーリング海周辺地域における神話と渡海の文化を視座として」（研究領域：先端芸術表現）
- 2008年5月 - 第39回講談社出版文化賞受賞(NEW DIMENSION/2007/赤々舎, POLAR/2007/リトルモア)[13]
- 2008年11月21日 - 第6回開高健ノンフィクション賞受賞(最後の冒険家/2008/集英社)[14]。
- 2011年3月16日 - 第30回土門拳賞受賞(CORONA/2010/青土社)[15]。
- 2011年5月20日 - エベレスト[南東稜](8,848m/ネパール)に二度目の登頂。(ヒマラヤンエクスペリエンス隊)[16][17][18]
- 2012年5月 - ローツェ(8,516m/ネパール)登頂を目指すも、異常高温によるルート崩壊と落石の頻発に阻まれ撤退(ヒマラヤンエクスペリエンス隊)[19][20]。
- 2012年9月30日 - マナスル(8,163m/ネパール)登頂。(ヒマラヤンエクスペリエンス隊)[21][22][23]
- 2013年5月17日 - ローツェ(8,516m/ネパール)登頂。(ヒマラヤンエクスペリエンス隊)[24][25][26]。
- 2014年5月25日 - マカルー(8,463m/ネパール)登頂。(ヒマラヤンエクスペリエンス隊)[27][28][29]。
- 2015年5月 - K2(8,611m/パキスタン)およびブロードピーク(8,047m/パキスタン)登頂を目指すも、雪崩の頻発に阻まれ撤退(ヒマラヤンエクスペリエンス隊)[30][31][32]。
- 2016年5月 - デナリ(旧称マッキンリー)(6,194m/アメリカ)単独で18年ぶり二度目の登頂。
- 2018年11月1日 - アマダブラム(6,856m/ネパール)登頂。
- 2019年7月25日 - ガッシャーブルム II(8,035m/パキスタン)登頂。
- 2020年3月 - 日本写真協会賞作家賞受賞(EVEREST/2019/CCCメディアハウス, まれびと/2019/小学館)
- 2022年4月9日 - ダウラギリ(8,167m/ネパール)登頂。
- 2022年5月7日 - カンチェンジュンガ(8,586m/ネパール)登頂。
- 2022年7月22日 - K2(8,611m/パキスタン)登頂。
- 2022年7月29日 - ブロード・ピーク(8,051m/パキスタン)登頂。
- 2022年9月28日 - マナスル(8,163m/ネパール)10年ぶり二度目の登頂。
- 2024年10月4日 - シシャパンマ(8,027m/中国)登頂。これにより8000メートル峰全14座を制覇した[33]。

## 著作

### 写真集
- 『POLE TO POLE 極圏を繋ぐ風』 (2003/10,中央公論新社) ISBN 978-4120034473
- 『THE VOID』 (2005/9,ニーハイメディア・ジャパン) ISBN 978-4931407602
- 『NEW DIMENSION』 (2007/10/1,赤々舎) ISBN 978-4903545189
- 『POLAR』 (2007/11/16,リトルモア) ISBN 978-4898152256
- 『VERNACULAR』 (2008/12/25,赤々舎) ISBN 978-4903545394
- 『Mt.Fuji』 (2008/12/22,リトルモア) ISBN 978-4898152560
- 『ARCHIPELAGO』 (2009/11/26,集英社) ISBN 978-4087814330
- 『CORONA』 (2010/12/13,青土社) ISBN 978-4791765829
- 『Lhotse』 (2013/10/18,SLANT)[25] ISBN 978-4907487003
- 『Qomolangma』 (2014/2/20,SLANT)[10] ISBN 978-4907487041
- 『Manaslu』 (2014/9/15,SLANT)[23] ISBN 978-4907487058
- 『国東半島』 (2014/9/26,青土社) ISBN 978-4791768097
- 『Makalu』 (2014/9/30,SLANT)[28] ISBN 978-4907487072
- 『髪』 (2014/10/1,青土社) ISBN 978-4791768240
- 『SAKHALIN』 (2015/4/25,アマナ) ISBN 978-4865870985
- 『潟と里山』 (2015/7,青土社) ISBN 978-4-7917-6871-4
- 『K2』 (2015/12/13,SLANT)[31] ISBN 978-4907487089
- 『DENALI』(2016/9,SLANT) ISBN 978-4907487102
- 『知床半島』(2017/8/25,北海道新聞社) ISBN 978-4894538733
- 『Svalbard』(2017/10,SUPER LABO) ISBN 978-4908512094
- 『流星の島』(2018/5/8,SUPER LABO) ISBN 978-4908512254
- 『Ama Dablam』(2019/1/12,SLANT) ISBN 978-4-907487-11-9
- 『Naoki Ishikawa – The Himalayas』(2019/1,TOO MUCH Magazine)
- 『この星の光の地図を写す』(2019/1/29,リトルモア) [北極カバー] ISBN 978-4-89815-499-1 [南極カバー] ISBN 978-4-89815-500-4
- 『Gasherbrum II 』(2019/11/10,SLANT) ISBN 978-4-907487-12-6
- 『まれびと』(2019/11/22,小学館) ISBN 9784096823064
- 『EVEREST』(2019/12/1,CCCメディアハウス) ISBN 978-4-484-19240-6
- 『EVEREST / K2』(2019/12/1,CCCアートラボ)
- 『SHERPA』(2020/10/16,TOO MUCH Magazine＋THE NORTH FACE)
- 『東京 ぼくの生まれた街』(2020/12/21,エランドプレス) ISBN 978-4908440090
- 『奥能登半島』(2021/12/27,青土社) ISBN 978-4791774302
- 『STREETS ARE MINE』(2022/2/2,大和書房) ISBN 978-4479393641
- 『MOMENTUM』(2022/3/24,青土社) ISBN 978-4791774517

### 写真集以外
- 『この地球を受け継ぐ者へ―人力地球縦断プロジェクト「P2P」の全記録』 (2001/5,講談社) ISBN 978-4062107433 (2002/7,講談社＋α文庫) ISBN 978-4062566377 (2015/6,筑摩書房) ISBN 978-4062566377 (2015/6,筑摩書房) (文庫版) ISBN 978-4480429391
- 『大地という名の食卓』 (2003/7,数研出版) ISBN 978-4410138935
- 『全ての装備を知恵に置き換えること』 (2005/9,晶文社) ISBN 978-4794966810 (2009/11,集英社文庫) ISBN 978-4087465006
- 『いま生きているという冒険』 (2006/4,理論社) ISBN 978-4-652-07816-7
- 『最後の冒険家』 (2008/11,集英社)[11] ISBN 978-4087814101 (2011/9,集英社文庫) ISBN 978-4087467420
- 『富士山にのぼる』 (2009/12,教育画劇) ISBN 978-4774611471
- 『For Everest ちょっと世界のてっぺんまで』(2011/8,リトルモア)[18] ISBN 978-4898153178
- 『いま生きているという冒険 (よりみちパン!セ)』 (2011/10,イーストプレス) ISBN 978-4781690100
- 『世界を見に行く。』 (2012/1,リトルモア) ISBN 978-4898153284
- 『バングラデシュ』 (2014/3,偕成社) ISBN 978-4036481217
- 『フィリピン』 (2015/3,偕成社) ISBN 978-4036482009
- 『ぼくの道具』 (2016/1,平凡社) ISBN 978-4582836974
- 『極北へ』 (2018/3,毎日新聞出版) ISBN 978-4620324289
- 『増補新版 いま生きているという冒険 (よりみちパン!セ) 』 (2019/5,新曜社) ISBN 978-4788516144
- 『ヒマラヤだいぼうけん』おはなしワンダー 2018年10月号 (2018/10,世界文化社)
- 『アラスカで一番高い山』たくさんのふしぎ 2020年4月号 (2020/3,福音館書店)
- 『シェルパのポルパ エベレストにのぼる』 (2020/5,岩波書店) ISBN 9784001126907
- 『増補版 富士山にのぼる』 (2020/5,アリス館) ISBN 9784752009337
- 『ユーコンがわ だいぼうけん』おはなしワンダー 2020年7月号 (2020/7,世界文化社)
- 『シェルパのポルパ 冬虫夏草とおおきなヤク』 (2020/5,岩波書店) ISBN 9784001126945
- 『地上に星座をつくる』 (2020/11,新潮社) ISBN 9784103536918
- 『極北へ』 (2021/07,毎日新聞出版) ISBN 978-4620210360
- 『シェルパの友だちに会いに行く -エベレスト街道日誌2021-』 (2021/09,青土社) ISBN 978-4791774067
- 『シェルパのポルパ 火星の山にのぼる』 (2022/01,岩波書店) ISBN 978-4001126983
- 『地球縦断の旅 北極から南極へ』(月刊たくさんのふしぎ2022年5月号)  (2022/04,福音館書店)

### 共著
- 『じぶんを切りひらくアート─違和感がかたちになるとき』 石川直樹/下道基行/いちむらみさこ/遠藤一郎/志賀理江子/山川冬樹/高嶺格/三田村光土里/高橋瑞木著 (2010/8,フィルムアート社) ISBN 978-4845910496
- 『本は、これから 』 池澤夏樹編（2010/11/19,岩波書店）ISBN 9784004312802
- 『ユリイカ 2012年1月臨時増刊号 総特集=石川直樹 エベレストから路地裏までを駆ける魂』 石川直樹/森山大道/服部文祥/内藤正敏/伊藤俊治著 (2011/12,青土社) ISBN 978-4791702329
- 『ベスト・エッセイ2013』日本文藝家協会編（2013/6/1,光村図書出版）ISBN 978-4-89528-688-6
- 『宮本常一と写真』石川直樹/須藤功/赤城耕一/畑中章宏/宮本常一著 (2014/8,平凡社) ISBN 978-4582634938
- 『EYESCREAM+ 2017年1月号 EYESCREAM増刊 特集:石川直樹—この星の越境者—』（2016/12/16,スペースシャワーネットワーク）

### 翻訳
・『かがくのとびらシリーズ ぼくたちは みんな 旅をする』ローラ・ノウルズ/クリス・マッデン著, 石川直樹訳 (2019/7/4,講談社) ISBN 978-4-06-513455-9

## TV・ラジオ出演
- 2000年12月10日 MBS「情熱大陸」
- 2009年8月18日 NHK「視点・論点」子どもたちの写真が教えてくれたこと
- 同年12月2日 NHK-BS「世界一番紀行」世界で一番大きなサンゴ礁の島 ～キリバス・クリスマス島～
- 2014年2月8日 NHK-BS「地球アドベンチャー 冒険者たち〈原始のヒマラヤを撮る〉」[34]
- 同年9月13日 TBS「別冊アサ秘ジャーナル」金のたまごを取材せよ！東京藝術大学
- 2016年4月13日 NHK「視点・論点」旅の道具
- 2018年8月15日 NHK-BS「異界百名山～体験者が語る不思議な話～」
- 2019年2月22日 NHKラジオ第1「すっぴん！」パーソナリティ：高橋源一郎
- 同年5月1日 NHKラジオ第1/NHK-FM「ラジオ深夜便」対談：池澤夏樹、石川直樹
- 2020年6月27日 BS-TBS「ドキュメントJ」この地球の時間を歩く～写真家 石川直樹～
- 2021年8月14日 NHK「SWITCHインタビュー 達人達」 石川直樹 × 大竹伸朗
- 2024年11月17日 NHK「NHKスペシャル」8000mで見た生と死 〜写真家 石川直樹の記録〜[35]